# Slovénie au Concours Eurovision de la chanson 2020
La Slovénie était l'un des quarante et un pays participants prévus du Concours Eurovision de la chanson 2020, qui aurait dû se dérouler à Rotterdam aux Pays-Bas. Le pays aurait été représenté par la chanteuse Ana Soklič et sa chanson Voda, sélectionnées via l'émission EMA 2020. L'édition est finalement annulée en raison de la pandémie de Covid-19.

## Sélection
Le diffuseur slovène RTVSLO confirme sa participation à l'Eurovision 2020 le 1er août 2019, confirmant par la même occasion l'utilisation du format EMA comme sélection.

### Format
EMA 2020 est constitué d'une soirée unique, réunissant douze participants. Dans un premier temps, un jury composé de trois personnes sélectionne deux chansons pour une superfinale, puis le télévote slovène choisit le représentant de la Slovénie parmi ces deux chansons.

### Résultats
- Qualifiés
- Vainqueur

| Ordre | Artiste                | Chanson                  | Auteur(s)                                                                               |
| ----- | ---------------------- | ------------------------ | --------------------------------------------------------------------------------------- |
| 1     | Simon Vadnjal          | Nisi sam                 | Kevin Koradin, Clifford Goilo, Simon Vadnjal                                            |
| 2     | Saška                  | Še kar lovim tvoj nasmeh | Jure Skaza, Matic Mlakar                                                                |
| 3     | Gaja Prestor           | Verjamem vase            | Žan Serčič, Gaja Prestor                                                                |
| 4     | Ana Soklič             | Voda                     | Ana Soklič, Bojan Simončič                                                              |
| 5     | INMATE                 | The Salt                 | Andrej Bezjak, Marko Duplišak, Miha Oblišar, Jure Grudnik                               |
| 6     | Manca Berlec           | Večnost                  | Patrik Šimenc, Manca Berlec                                                             |
| 7     | Tinkara Kovač          | Forever                  | Aleš Klinar, Anja Rupel                                                                 |
| 8     | Božidar Wolfand – Wolf | Maybe Someday            | Grigor Koprov, Božidar Wolfand Wolf, Helena Banič Wolfand                               |
| 9     | Parvani Violet         | Cupid                    | Veronika Steiner, Anže Zaveršnik, Aljaž Šumej, Florjan Ajdnik, Jaka Jeršič, Anže Lečnik |
| 10    | Klara Jazbec           | Stop the World           | Ed Fisher, Ani Cordero, Klara Jazbec                                                    |
| 11    | Imset                  | Femme Fatale             | Jaka Peterka, Dejan Macura, Blaž Horvat, Jaka Ažman, Matej Pečaver, Rok Lunaček         |
| 12    | Lina Kuduzović         | Man Like U               | Lina Kuduzović                                                                          |

| Ordre | Artiste        | Chanson    | Télévote    | Place |
| ----- | -------------- | ---------- | ----------- | ----- |
| 1     | Ana Soklič     | Voda       | 5 035 (54%) | 1     |
| 2     | Lina Kuduzović | Man Like U | 4 369 (46%) | 2     |

La soirée se conclut sur la victoire d'Ana Soklič et de sa chanson Voda, qui représenteront donc la Slovénie à l'Eurovision 2020.

## À l'Eurovision
La Slovénie aurait participé à la première demi-finale, le 12 mai puis, en cas de qualification, à la finale du 16 mai 2020.
Le 18 mars 2020, l'annulation du Concours en raison de la pandémie de Covid-19 est annoncée.